# 阿托·蒂艾宁
阿托·蒂艾宁（芬蘭語：Arto Tiainen，1930年9月5日—1998年9月21日），芬兰男子越野滑雪运动员。他曾代表芬兰参加1956年、1960年、1964年和1968年冬季奥林匹克运动会越野滑雪比赛，共获得一枚银牌和一枚铜牌。